# Unión budista europea
La Unión Budista Europea (European Buddhist Union - EBU) es la principal federación europea de asociaciones budistas.
La EBU está abierta a todas las tradiciones y escuelas del Budismo en Europa que deseen unirse sobre la base de las enseñanzas budistas y trabajar juntos en la amistad espiritual y respeto por la diversidad.
La misión de la EBU es facilitar el intercambio internacional y la promoción de la amistad espiritual entre los budistas de Europa, para apoyar la acción social y las ideas motivadas por los valores budistas y para amplificar la voz del budismo en Europa y todo el mundo.

## Historia de la EBU
La EBU fue fundada en Londres en 1975 por iniciativa del juez Paul Arnold. La primera Asamblea General Anual tuvo lugar en París el mismo año. Hacia el final de la Guerra Fría tuvieron lugar distintas reuniones a ambos lados del Telón de Acero. En la actualidad hay cerca de 50 organizaciones miembros de 16 países europeos. A lo largo de los años, la EBU ha establecido relaciones con diversas organizaciones europeas e internacionales.
En 2008, la EBU obtuvo el estatus oficial participativo con el Consejo de Europa en Estrasburgo. La EBU participa activamente en la Conferencia de Organizaciones No Gubernamentales Internacionales (INGO) del Consejo de Europa. En junio de 2014, Michel Aguilar (representante de la EBU para el Consejo de Europa) fue elegido presidente del Comité de Derechos Humanos del INGO para un mandato de tres años. El Comité de Derechos Humanos reúne a unas 160 ONGs;  en su agenda, incluye actualmente temas como: la protección de los defensores de los derechos humanos, los medios de comunicación y los derechos humanos, la religión y los derechos humanos, los niños y los derechos humanos, la Carta Social, y los derechos económicos y sociales.
La EBU ha sido parte habitual en el diálogo entre la Unión Europea y los organismos europeos que se ocupan de la religión y las creencias. Es miembro fundador de ENORB (Red Europea de Religión y Creencias) fundada en Bruselas en 2011, red europea de organizaciones confesionales y no confesionales que quieren luchar contra la discriminación y promover el entendimiento mutuo en el ámbito de la religión y las creencias. ENORB y sus organizaciones miembros promueven y trabajan en el marco de la Carta de los Derechos Fundamentales de la UE.
La EBU es también miembro de la World Fellowship of Buddhists desde 2000 y de la International Buddhist Confederation desde 2014.